# SHOC2
SHOC2‏ (SHOC2, leucine rich repeat scaffold protein) هوَ بروتين يُشَفر بواسطة جين SHOC2 في الإنسان.